# Flughafen Tweed-New Haven

i7
i11
i13
Der Tweed-New Haven Airport (IATA-Code: HVN, ICAO-Code: KHVN)  ist der Verkehrsflughafen der amerikanischen Großstadt New Haven im US-Bundesstaat Connecticut.

## Lage und Verkehrsanbindung
Der Tweed-New Haven Airport befindet sich fünf Kilometer südöstlich des Stadtzentrums von New Haven. Er liegt jeweils zum Teil auf dem Gebiet der Städte New Haven und East Haven. Die Interstate 95 und der U.S. Highway 1 verlaufen zwei Kilometer nördlich des Flughafens. Die Buslinie 206 der CTtransit hält in der Nähe des Passagierterminals.

## Geschichte
Am 29. September 1931 wurde der Flughafen als New Haven Municipal Airport eröffnet. Am 10. November 1933 nahm Li-Con Airways als erste Fluggesellschaft den Linienflugbetrieb in New Haven auf. Die Fluggesellschaft stellte den Betrieb im Juli 1934 ein, im Herbst desselben Jahres begann American Airlines, New Haven anzufliegen. Am 25. Juni 1961 wurde der Flughafen zu Ehren des Flugpioniers Jack Tweed in Tweed-New Haven Airport umbenannt. Vom Juni 1967 bis 1985 wurde der Flughafen von Pilgrim Airlines genutzt. Am 1. Dezember 1969 wurde der erste Kontrollturm auf dem damaligen Passagierterminal errichtet. Im Jahr 1982 wurde ein neuer Kontrollturm in Betrieb genommen, im selben Jahr ein Instrumentenlandesystem an der Landebahn 02 installiert. Drei Jahre später begann Air Wisconsin, den Tweed-New Haven Airport anzufliegen. In den 90er Jahren nutzten United Airlines, United Express sowie Continental Express den Flughafen.
Im Jahr 1995 wurde ein Passagierterminal in einem ehemaligen Hangar eröffnet. Das vorherige Terminal wird seitdem als Verwaltungsgebäude genutzt. Im Frühling 1997 wurde die Tweed-New Haven Airport Authority gegründet. Zum 1. Juli 1998 übernahm AFCO AvPORTS teilweise den Betrieb des Flughafens. Das Terminal wurde 2005 erneut umgebaut. Von 2004 bis 2006 führte Comair für Delta Connection Flüge nach New Haven durch. Von 2013 bis zum 30. September 2021 flog American Eagle mit Unterbrechungen nach New Haven. Am 3. November 2021 eröffnete die Billigfluggesellschaft Avelo Airlines eine Basis auf dem Tweed-New Haven Airport.

## Flughafenanlagen

Flughafendiagramm (veraltet)

Der Tweed-New Haven Airport erstreckt sich über 177 Hektar.

### Start- und Landebahnen
Der Tweed-New Haven Airport verfügt über eine Start- und Landebahn. Sie trägt die Bezeichnung 02/20, ist 1707 Meter lang, 46 Meter breit und mit einem Belag aus Asphalt ausgestattet. Die Querwindbahn trägt die Bezeichnung 14/32, ist 1105 Meter lang, 30 Meter lang und ebenfalls mit einem Asphaltbelag ausgestattet. Aufgrund ihres schlechten Zustands und Hindernissen in der Umgebung ist sie jedoch geschlossen.

### Passagierterminal
Der Tweed-New Haven Airport verfügt über ein zweistöckiges Passagierterminal mit vier Flugsteigen. Ein Flugsteig ist mit einer Fluggastbrücke ausgestattet.

## Fluggesellschaften und Ziele
Der Tweed-New Haven Airport wird derzeit ausschließlich von Avelo Airlines genutzt, welche vor Ort eine Basis mit fünf Boeing 737-700 betreibt. Es werden 13 verschiedene Ziele in den Vereinigten Staaten angeflogen.

## Verkehrszahlen

### Verkehrsreichste Strecken
| Rang | Stadt                        | Passagiere | Fluggesellschaften |
| ---- | ---------------------------- | ---------- | ------------------ |
| 01   | Orlando, Florida             | 27.550     | Avelo              |
| 02   | Fort Lauderdale, Florida     | 21.480     | Avelo              |
| 03   | Fort Myers, Florida          | 18.950     | Avelo              |
| 04   | West Palm Beach, Florida     | 16.650     | Avelo              |
| 05   | Tampa, Florida               | 14.450     | Avelo              |
| 06   | Sarasota/Bradenton, Florida  | 6.680      | Avelo              |
| 07   | Philadelphia, Pennsylvania   | 5.280      | American Eagle     |
| 08   | Myrtle Beach, South Carolina | 2.120      | Avelo              |
| 09   | Nashville, Tennessee         | 1.500      | Avelo              |
| 10   | Savannah, Georgia            | 1.360      | Avelo              |

## Zwischenfälle
- Am 1. März 1958 wurde an einer Convair CV-240-0 der  US-amerikanischen American Airlines (Luftfahrzeugkennzeichen N94213) beim Start auf dem Flughafen New Haven das Fahrwerk eingefahren, bevor die Maschine abgehoben hatte. Am linken Triebwerk entstand ein Feuer. Das Flugzeug wurde irreparabel beschädigt. Ein beitragender Faktor war, dass der Sicherheitsschalter im linken Fahrwerk defekt war. Alle 8 Insassen, drei Besatzungsmitglieder und 5 Passagiere, überlebten den Unfall. Ein gleichartiger Unfall ereignete sich am 30. September 2015 auf dem Flughafen Saarbrücken, als bei einer De Havilland DHC-8-400 der Luxair auch das Fahrwerk vor dem Abheben eingefahren wurde.[12]

- Am 7. Juni 1971 wurde eine Convair CV-580 der US-amerikanischen Allegheny Airlines (N5832) im Landeanflug auf den Flughafen New Haven 1,5 Kilometer davor in den Boden geflogen. Von den 31 Insassen wurden 28 getötet. Grund war das absichtliche Unterschreiten der Mindestsinkflughöhe durch den Kapitän in schlechtem Wetter trotz wiederholter Warnungen seines Ersten Offiziers.[13]